# Ville del Naviglio Grande
Il Naviglio Grande, luogo di delizie sin dalla sua costruzione (iniziata nel XIII sec.), ha garantito da sempre, oltre ad un rapido servizio di collegamento di Milano con le zone periferiche e un considerevole apporto di acque per l'irrigazione dei campi della pianura, una fauna ed una flora praticamente intatti. La vicinanza con il capoluogo ed al contempo l'illusione di trovarsi in un vero e proprio paradiso della natura, hanno da sempre ispirato i patrizi milanesi (e non solo) a cercare nelle campagne circostanti Milano, comodi luoghi di ristoro estivi. Senza doversi infatti recare eccessivamente lontano dalle proprie abitazioni, i nobili potevano trascorrere l'estate nelle loro tenute estive, dedicandosi alla caccia od all'amministrazione dei beni terrieri come la bachicoltura (diffusasi in maniera decisiva nel XVIII sec., ma del resto già presente in Lombardia nel Cinquecento).

## Le ville del Naviglio
Il primo a coniare il termine "Ville di Delizia" fu l'incisore Marcantonio Dal Re che, con il suo libro omonimo, illustrato con minuziose incisioni, si proponeva nel XVIII sec. di illustrare le bellezze architettoniche della Lombardia. Gran parte del suo lavoro si incentrò su quello che era uno dei più fulgidi cantieri del milanese, l'area del Naviglio Grande.
Numerosi sono i paesi della provincia Ovest di Milano che ancora oggi sono attraversati dal Naviglio e, come tali presentano ville e palazzi di ogni epoca.
A farla da padrone sui navigli, fu sicuramente il Settecento che illustrò tutto lo splendore della corte asburgica milanese con marmi, stucchi e colorazioni che sapevano di rivoluzionario, che emergevano per stravaganza e ricchezza e che per questo si differenziavano notevolmente dagli austeri palazzi milanesi, concepiti come palazzi cittadini, quindi di rappresentanza.
I paesi che attualmente fanno parte del consorzio del naviglio grande sono numerosi e comprendono sia i paesi attraversati direttamente dal Naviglio Grande, sia i paesi limitrofi che godono comunque di splendide opere d'arte, sorte nei pressi del grande canale artificiale.
Tra i paesi ove la concentrazione di abitazioni storiche è maggiore si possono citare Corbetta, Magenta, Vittuone, Albairate, Boffalora sopra Ticino, Robecco sul Naviglio, Cassinetta di Lugagnano, Gaggiano, Turbigo.

## Elenco delle Ville e dei Palazzi del Naviglio Grande
Segue qui l'elenco delle principali Ville e dei più importanti Palazzi del Naviglio Grande ancora oggi visibili sul territorio interessato dal corso d'acqua. I palazzi sono divisi per paese:

### Corbetta
- Villa Pisani Dossi
- Villa Borri Manzoli
- Villa Frisiani Mereghetti Maggi
- Villa Frisiani Olivares Ferrario
- Palazzo Brentano
- Villa Massari
- Villa Pagani Della Torre
- Castelletto

### Magenta
- Palazzo Crivelli Pecchio Martinoni
- Palazzo Morandi
- Villa Melzi
- Casa Giacobbe
- Casa Crivelli Bosisio Beretta
- Casa Boffi Pirogalli
- Casa Spreafico Martinoni
- Casa Croce Piazza Lombardi
- Casa Beretta
- Casa Miramonti
- Casa Albasino
- Casa De Ambrosis
- Casa Crivelli Redenaschi Brocca
- Casa Monti
- Casa del Monastero dei Santi Cosma e Damiano

### Vittuone
- Villa Mari Resta
- Villa Venini
- Villa Annoni Cicogna Rossi

### Albairate
- Corte Salcano
- Villa Albani

### Boffalora sopra Ticino
- Villa Giulini
- Villa Calderari

### Robecco sul Naviglio
- Villa Gandini o "Gaia"
- Palazzo Archinto o "Castello"
- Villa Gromo di Ternengo
- Palazzo Scotti
- Villa Terzaghi
- Villa Dugnani Bossi
- Villa Sironi Marelli
- Villa Arrigoni
- Villa Barbavara di Gravellona

### Cassinetta di Lugagnano
- Villa Birago Clari Monzini
- Palazzo Mantegazza Macinaghi
- Villa Trivulzio
- Villa Frotta Eusebio
- Villa Mörlin-Visconti Grosso Pambieri
- Villa Beolco Negri
- Villa Visconti Castiglioni Maineri
- Palazzo Krentzlin
- Casa Spirito
- Villa Castiglioni Nai Bossi
- Villa Bodio Pallavicini Bottiglia
- Villa Gambotto Negri

### Gaggiano
- Palazzo Venini Uboldi
- Villa Marino
- Villa Borromeo d'Adda
- Cascina di Donato del Conte

### Turbigo
- Palazzo Gray de Cristoforis
- Villa Barozza Vezzani
- Villa Tatti